# Élections législatives grecques de juin 2012
Pour les articles homonymes, voir Élections législatives grecques de 2012.
En Grèce, de nouvelles élections législatives sont convoquées pour le 17 juin 2012, dix jours après la tenue des élections législatives de mai 2012.
En effet le précédent scrutin a vu l'effondrement des partis jusque-là dominants et qui étaient les seuls à accepter les conditions liées aux plans de sauvetage (parfois qualifiés de pro-austérité). Ne disposant pas de la majorité absolue, ils n'ont pas été en mesure de former un gouvernement avec les autres partis opposés à l'extrême rigueur de ce plan de sauvetage.
La direction d'un gouvernement intérimaire est confiée au président du Conseil d'État Panagiótis Pikramménos, chargé des affaires courantes jusqu'aux élections.

## Contexte
La crise de la dette publique grecque conduit à une série de crises politiques. À la suite des élections législatives de mai 2012 le paysage politique grec est bouleversé.
- Le Mouvement socialiste panhellénique (PASOK) subit une lourde défaite, passant, en seulement trois ans, de 44 % à 13 % des suffrages exprimés.
- La Nouvelle Démocratie (ND), pourtant très largement à l'origine de l'endettement extrême du pays, limite les dégâts en gagnant 17 députés, grâce à la prime majoritaire de 50 députés, malgré une chute de 48 % du nombre de suffrages obtenus (-60 % par rapport à 2007).
- Le parti d'extrême droite Alerte populaire orthodoxe (LAOS) perd lui tous ses députés, en passant en dessous du seuil de 3 %.

Les deux seuls partis soutenant le plan d'austérité (PASOK et ND) n'ayant recueilli que 149 sièges sur les 151 nécessaires à la formation d'une majorité et aucun des autres partis n'acceptant de participer à un gouvernement de coalition, la formation d'un gouvernement de coalition s'avère impossible. Panagiótis Pikramménos dirige donc un gouvernement constitué de technocrates de mai à juin 2012.

## Mode de scrutin
Les 300 députés du Parlement grec sont élus via un mode de scrutin mixte pour une durée de quatre ans : une prime majoritaire de 50 sièges est attribuée au parti ayant obtenu le plus de voix, et les 250 sièges restants sont répartis à la représentation proportionnelle entre les partis ayant obtenu au moins 3 % des suffrages exprimés.
La Grèce est divisée en 56 circonscriptions législatives qui élisent un nombre variable de députés, fixé de 1 à 42 en fonction du recensement démographique. 12 députés sont en outre élus sur une liste nationale.
À la différence du mode de scrutin habituel, qui recourt au vote préférentiel, les députés sont élus sur des listes bloquées constituées par les partis politiques dans chaque circonscription. Cette règle s'applique lorsque les dernières élections législatives ont eu lieu moins de dix-huit mois auparavant.
L'âge minimal pour se présenter à la députation est de 25 ans.

## Forces en présence
Les principaux partis politiques pressentis pour participer à ces élections sont :
- La Nouvelle Démocratie (ND) est un parti conservateur qui a dirigé le gouvernement à plusieurs reprises, et notamment avant les élections de 2009. La ND est arrivée en tête du scrutin de mai 2012, mais avec un score historiquement bas de 18,85 %, elle était très loin de la majorité absolue, avec 108 sièges (incluant les 50 de la prime majoritaire).
- La Coalition de la gauche radicale (SYRIZA) est une alliance de plusieurs partis de la gauche antilibérale et de l'extrême gauche, dont la principale composante est le Synaspismós. SYRIZA a pratiquement quadruplé son score en obtenant 16,78 % des voix et 52 sièges.
- Le Mouvement socialiste panhellénique (PASOK) est un parti social-démocrate modéré, vainqueur des élections législatives d'octobre 2009. Le PASOK est passé de 43,9 % à 13,18 % et de 160 à 41 sièges. Après de nombreuses défections déjà intervenues en direction d'autres partis, le Pasok voit son existence même remise en cause.
- Les Grecs indépendants (ANEL) sont une scission de la ND menée par huit députés hostiles au soutien de leur ancien parti aux plans de rigueur. Ils réalisent une percée réussie, avec 33 sièges et 10,60 % des voix.
- Le Parti communiste de Grèce (KKE) est un parti d’obédience marxiste-léniniste, très présent dans les mouvements sociaux et assez anti Union européenne. Il réalise une légère progression à 8,48 % obtenant 26 sièges.
- L'Aube dorée (XA) est un parti ultranationaliste et néonazi fondé en 1993, qui vient de faire pour la première fois son entrée au parlement avec 21 sièges et 6,97 % des voix.
- La Gauche démocrate (DIMAR) provient d'une scission du courant modéré de SYRIZA, en désaccord avec l'orientation jugée trop radicale de leur mouvement avec le PASOK, ensuite rejoints par d'anciens membres du PASOK. Elle réussit son entrée au parlement avec 6,11 % des voix et 19 sièges.
- Les Verts écologistes (OP) sont un parti se réclamant de l'écologie politique qui a une nouvelle fois échoué, à quelques milliers de voix près, à faire son entrée au Parlement en obtenant 2,93 % des voix.
- L'Alerte populaire orthodoxe (LAOS) est un parti d'extrême droite qui a participé au gouvernement d'union nationale jusqu'au 10 février, avant que ses quatre ministres remettent leur démission pour protester contre les mesures de rigueur proposées au vote des parlementaires. Cela n'a pas empêché qu'ils soient sanctionnés comme les deux autres partis de la coalition, en n'obtenant plus que 2,90 % des voix et donc plus aucun député.

La composition politique du parlement sortant est la suivante, avec l'évolution survenue depuis les précédentes élections de 2009 :

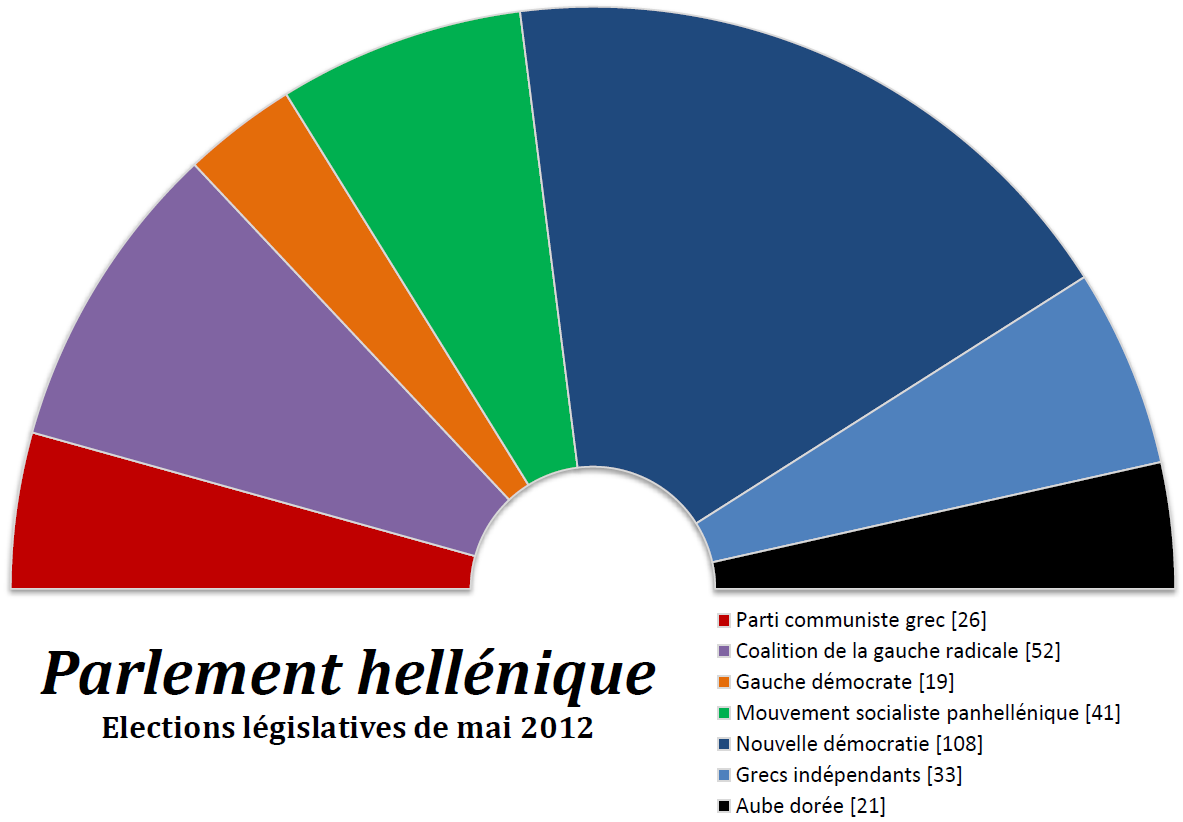
Composition du parlement à la suite des élections législatives grecques du 6 mai 2012.

## Intentions de vote en vue des nouvelles élections du 17 juin
| Date            | Institut            | ND + DISY | ND + DISY | SYRIZA | PASOK | ANEL  | KKE  | XA   | DIMAR | Verts | LAOS | DX + Drassi | DX + Drassi | Autres | Indécis                            |
| --------------- | ------------------- | --------- | --------- | ------ | ----- | ----- | ---- | ---- | ----- | ----- | ---- | ----------- | ----------- | ------ | ---------------------------------- |
| 6 mai 2012      | Élection précédente | 18,85     | 2,55      | 16,78  | 13,18 | 10,60 | 8,48 | 6,97 | 6,11  | 2,93  | 2,90 | 2,15        | 1,80        | 6,70   |                                    |
| 10 mai 2012     | Marc/Alpha          | 20,3      | 1,5       | 27,7   | 12,6  | 10,2  | 7,0  | 5,7  | 4,9   | 1,7   | 2,3  | 1,8         | 1,3         | 3,0    |                                    |
| 11 mai 2012     | Metron              | 21,7      | 1,9       | 25,5   | 14,6  | 10,5  | 5,3  | 4,7  | 5,4   | 2,6   | 1,8  | 1,8         | 1,6         | 2,6    |                                    |
| 12 mai 2012     | Kapa                | 18,1      | 2,5       | 20,5   | 12,2  | 8,4   | 6,5  | 5,8  | 5,0   | 2,5   | 2,4  | 2,2         | 1,3         | 1,7    | 10,9                               |
| 14 mai 2012     | Rass                | 19,4      | 2,4       | 20,5   | 11,8  | 7,8   | 4,8  | 3,8  | 6,2   | 1,8   | 2,0  | 2,3         |             | 3,7    | 11,3                               |
| 15-16 mai 2012  | Pulse RC            | 21,5      | 2,0       | 24,0   | 15,5  | 8,0   | 6,0  | 6,0  | 6,0   | 2,0   | 2,0  | 2,0         | 2,0         | 2,5    |                                    |
| 16 mai 2012     | VPRC                | 14,2      | 1,1       | 20,3   | 10,9  | 3,7   | 4,4  | 2,2  | 6,1   |       |      | 1,6         |             | 2,3    | 17,3                               |
| 16-17 mai 2012, | Metron              | 23,8      |           | 25,1   | 17,4  | 7,8   | 5,8  | 4,8  | 6,3   |       | 1,8  | 2,8         |             | 3,6    | Indécis : 9,0, Abstention : 4,6    |
| 14-16 mai 2012  | Rass                | 20,2      | 2,5       | 21,7   | 11,7  | 7,3   | 5,5  | 3,7  | 6,2   | 1,3   | 1,9  | 2,0         |             |        |                                    |
| 15-17 mai 2012  | Public Issue        | 24,0      |           | 28,0   | 15,0  | 8,0   | 5,0  | 4,5  | 7,0   | 1,5   |      | 3,0         |             | 4,0    |                                    |
| 16-17 mai 2012, | MRB                 | 24,4      | 1,7       | 23,8   | 14,5  | 8,5   | 5,9  | 5,8  | 6,9   | 2,3   | 1,3  | 1,9         | 0,8         | 2,2    |                                    |
| 16-18 mai 2012, | ALCO                | 23,1      |           | 21,4   | 13,5  | 7,3   | 5,2  | 3,8  | 6,0   |       |      |             |             | 7,7    | 12,0                               |
| 18-23 mai 2012, | Public Issue        | 26,0      | 3,0       | 30,0   | 15,5  | 8,0   | 5,0  | 4,0  | 6,5   |       |      |             |             | 2,0    |                                    |
| 21–23 mai       | Data RC             | 29,4      | 29,4      | 28,8   | 13,3  | 6,6   | 5,8  | 6,4  | 4,1   | 1,4   | 0,4  | 1,4         | 1,4         | 2,4    |                                    |
| 22–24 mai       | VPRC                | 26,0      | 26,0      | 28,5   | 12,5  | 7,0   | 5,0  | 5,5  | 7,0   | 2,0   | 0,5  | 3,0         | 3,0         | 3,0    |                                    |
| 23–24 mai,      | Metron              | 27,0      | 27,0      | 27,2   | 14,8  | 7,2   | 5,2  | 4,9  | 6,2   | 1.6   | 1,2  | 3,0         | 3,0         | 1,7    |                                    |
| 23–24 mai       | Rass                | 23,6      | 23,6      | 21,4   | 13,1  | 5,8   | 4,8  | 3,8  | 6,2   | 1,8   | 0,8  | 2,4         | 2,4         | 1,7    | Indécis : 13,1. Abstentions : 1,5. |
| 28-29 mai       | GPO                 | 23,4      | 23,4      | 22,1   | 13,5  | 7,4   | 5,9  | 4,2  | 5,1   | 0,5   | 2,0  | 2,6         | 2,6         | 1,3    | Indécis : 9,4. Abstentions : 2,6.  |
| 25-29 mai       | VPRC                | 26,5      | 26,5      | 30,0   | 12,5  | 7,5   | 5,5  | 4,5  | 7,5   | 1,5   | 1,0  | 2,0         | 2,0         | 1,5    |                                    |
| 25-30 mai       | Public Issue        | 25,5      | 25,5      | 31,5   | 13,5  | 5,5   | 5,5  | 4,5  | 7,5   |       |      | 2,5         | 2,5         | 4,0    |                                    |
| Date            | Institut            | ND + DISY | ND + DISY | SYRIZA | PASOK | ANEL  | KKE  | XA   | DIMAR | Verts | LAOS | DX + Drassi | DX + Drassi | Autres | Indécis                            |

- Absence de fiche technique : La plupart des sondages publiés sur les sites Internet des journaux grecs ne comportent pas de fiche technique (méthodologie, panel, dates précises du sondage...). Les informations rapportées sont donc à traiter avec précaution. Des présentations plus complètes (PDF) sont accessibles sur le site www.eklogika.gr[27].
- Diversité des méthodologies de sondage : Les sondages montrés ci-avant sur un fond jaune présentent les réponses brutes en pourcentage du nombre total de réponses. Les autres sondages calculent une projection de décompte des voix exprimées, après retrait des votes blancs/nuls et des abstentions, et après ajustement pour tenir compte des votes « possibles » ou « indécis ». Cette dernière méthode (par exemple utilisée par Marc) est généralement préférée, en ce qu'elle repose sur le même calcul de pourcentage de voix que pour l'élection officielle. La première méthode basée sur des chiffres bruts conduit à une minoration des pourcentages pour l'ensemble des partis (puisque obtenus par rapport au « nombre total de réponses » au lieu du « nombre de voix exprimées »). Les pourcentages obtenus par chacune de ces méthodes ne sont donc pas directement comparables entre eux.

### Projections en nombre de sièges
| Date      | Institut     | SYRIZA | ND  | PASOK | ANEL | KKE | XA | DIMAR |
| --------- | ------------ | ------ | --- | ----- | ---- | --- | -- | ----- |
| 10 mai    | Marc/Alpha   | 57     | 128 | 36    | 29   | 20  | 16 | 14    |
| 16–17 mai | Metron       | 65     | 119 | 48    | 22   | 16  | 13 | 17    |
| 23–24 mai | Metron       | 71     | 121 | 39    | 19   | 13  | 13 | 16    |
| 23–24 mai | Public Issue | 68     | 134 | 36    | 15   | 15  | 12 | 20    |

## Résultats

Résultats détaillés par circonscriptions

|                        |                                                           |           |       |       |        |               |  |  |  |  |  |  |  |  |
| Parti                  | Parti                                                     | Voix      | %     | +/-   | Sièges | +/-           |  |  |  |  |  |  |  |  |
|                        | Nouvelle Démocratie (ND)                                  | 1 825 497 | 29,66 | 10,81 | 129    | 21            |  |  |  |  |  |  |  |  |
|                        | Coalition de la gauche radicale (SYRIZA)                  | 1 655 022 | 26,89 | 10,10 | 71     | 19            |  |  |  |  |  |  |  |  |
|                        | Mouvement socialiste panhellénique (PASOK)                | 756 024   | 12,28 | 0,90  | 33     | 8             |  |  |  |  |  |  |  |  |
|                        | Grecs indépendants (ANEL)                                 | 462 406   | 7,51  | 3,11  | 20     | 13            |  |  |  |  |  |  |  |  |
|                        | Aube dorée (XA)                                           | 426 025   | 6,92  | 0,05  | 18     | 3             |  |  |  |  |  |  |  |  |
|                        | Gauche démocrate (DIMAR)                                  | 384 986   | 6,25  | 0,14  | 17     | 2             |  |  |  |  |  |  |  |  |
|                        | Parti communiste de Grèce (KKE)                           | 277 227   | 4,50  | 3,98  | 12     | 14            |  |  |  |  |  |  |  |  |
|                        | Liste commune DX-Drassi-FISY                              | 98 140    | 1,59  | 2,36  | 0      | en stagnation |  |  |  |  |  |  |  |  |
|                        | Alerte populaire orthodoxe (LAOS)                         | 97 099    | 1,58  | 1,31  | 0      | en stagnation |  |  |  |  |  |  |  |  |
|                        | Verts écologistes (OP)                                    | 54 408    | 0,88  | 2,05  | 0      | en stagnation |  |  |  |  |  |  |  |  |
|                        | Mouvement je ne paie pas (KP)                             | 23 699    | 0,39  | 0,49  | 0      | en stagnation |  |  |  |  |  |  |  |  |
|                        | Antarsya                                                  | 20 416    | 0,33  | 0,86  | 0      | en stagnation |  |  |  |  |  |  |  |  |
|                        | Société - Parti des successeurs de Kapodístrias (Kinonía) | 17 770    | 0,29  | 0,16  | 0      | en stagnation |  |  |  |  |  |  |  |  |
|                        | Union des centristes (EK)                                 | 17 145    | 0,28  | 0,33  | 0      | en stagnation |  |  |  |  |  |  |  |  |
|                        | Parti pirate (KPE)                                        | 14 170    | 0,23  | 0,28  | 0      | en stagnation |  |  |  |  |  |  |  |  |
|                        | Mouvement Panathinaikos (PK)                              | 12 459    | 0,20  | Nv.   | 0      | en stagnation |  |  |  |  |  |  |  |  |
|                        | Autres partis                                             | 12 971    | 0,21  | -     | 0      | -             |  |  |  |  |  |  |  |  |
|                        |                                                           |           |       |       |        |               |  |  |  |  |  |  |  |  |
| Suffrages exprimés     | Suffrages exprimés                                        | 6 155 464 | 99,01 |       |        |               |  |  |  |  |  |  |  |  |
| Votes blancs et nuls   | Votes blancs et nuls                                      | 61 334    | 0,99  |       |        |               |  |  |  |  |  |  |  |  |
| Total                  | Total                                                     | 6 216 798 | 100   | -     | 300    | en stagnation |  |  |  |  |  |  |  |  |
| Abstention             | Abstention                                                | 3 731 078 | 37,51 |       |        |               |  |  |  |  |  |  |  |  |
| Inscrits/Participation | Inscrits/Participation                                    | 9 947 876 | 62,49 |       |        |               |  |  |  |  |  |  |  |  |

## Campagne électorale
Avant même la convocation des nouvelles élections, le chef de DIMAR, Fótis Kouvélis, indiquait que sa formation ne participerait sans doute pas à un gouvernement dirigé par SYRIZA, à la suite du refus de SYRIZA de participer avec eux à un gouvernement d'union nationale avec ND et PASOK, quand bien même ND, PASOK et DIMAR avaient suffisamment de députés pour constituer une majorité absolue.
Des alliances entre grands et petits partis étaient prévisibles. Des négociations étaient menées entre ND et DISY, entre DISY et DRASI et SYRIZA tentait de former une alliance avec Pacte social (en), tout en discutant avec les Verts et ANTARSYA.
Des alliances ont été annoncées le 21 mai entre ND et DISY, d'une part,, entre DRASI et Recréer la Grèce, d'autre part.

## Dissolution du parlement en 2014
À la suite de l'échec de la coalition gouvernementale au pouvoir en 2014, composée des conservateurs de Nouvelle Démocratie et des socialistes du PASOK à faire élire un président de la République, Antónis Samarás, le premier ministre en place, annonce pour le 30 décembre 2014 la dissolution du Parlement et la convocation d'élections législatives anticipées le 25 janvier 2015.